# Flughafen Tscheljabinsk

i7
i11
i13
Der Flughafen Tscheljabinsk (russisch Аэропорт Челябинск, IATA-Code: CEK, ICAO-Code: USCC), nach dem Nachbarort gelegentlich manchmal Balandino (russisch Бала́ндино) genannt, ist der einzige Flughafen der Metropole Tscheljabinsk im südlichen Ural in der Russischen Föderation.

## Geschichte
1930 startete erstmals ein Flugzeug vom heutigen Flughafengelände in die benachbarte Großstadt Magnitogorsk. 1938 wurde an dieser Stelle ein Flugplatz errichtet, 1962 die heutige Start- und Landebahn. Nach der Privatisierung 1994 wurde erstmals auch ein internationaler Flugbetrieb aufgenommen. Neben innerrussischen Verbindungen führen von hier Direktflüge nach China, Vereinigte Arabische Emirate, Armenien, Aserbaidschan, Tadschikistan, Usbekistan und Tschechien.
Mit dem Stadtzentrum ist der Flughafen über drei Buslinien verbunden. Balandino war bis Februar 2008 Heimat der Fluggesellschaft Aviaprad, die zu diesem Zeitpunkt aufgelöst wurde.
Der russische Flughafenbetreibergesellschaft Novaport gehörten über ihre zyprische Tochtergesellschaft TS Trans Siberia Co. Limited 84,9 % des Flughafens. Im November 2015 konsolidierte das Unternehmen seine Anteile am Flughafen und ist seit dem einziger Aktionär der Betreibergesellschaft Tscheljabinskoje Awiapredprijatije (Челябинское авиапредприятие).

## Weblinks

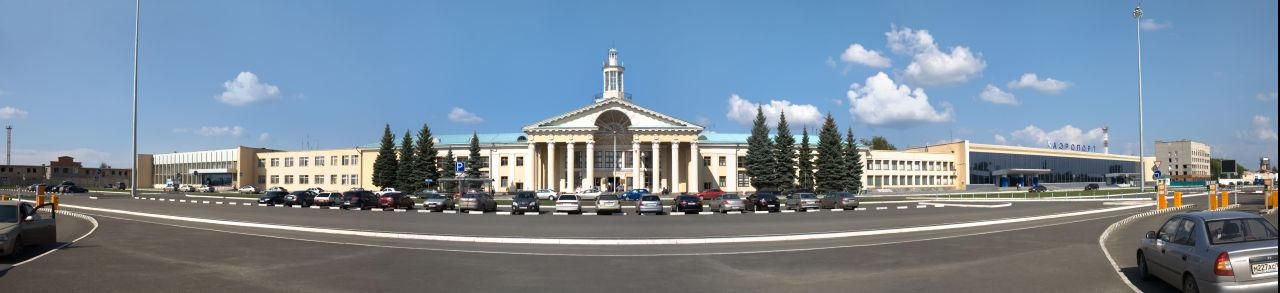
Panoramaansicht des Flughafengebäudes

## Zwischenfälle
- Am 26. Mai 2008 stürzte eine Frachtmaschine des Typs An-12 der Fluggesellschaft Moskovia 30 km nördlich von Tscheljabinsk ab. Das unbeladene Flugzeug war auf dem Weg nach Perm, als einige Minuten nach dem Start in der Kabine Rauch entstand. Der Pilot forderte eine Erlaubnis für eine Notlandung an. Auf dem Rückweg zum Flughafen stürzte das Flugzeug 11 km vor der Landebahn ab. Die Ursache für den Absturz war wahrscheinlich ein Defekt in der Bordelektronik. Alle neun an Bord befindlichen Menschen kamen ums Leben.[5]